# Bogno
Bogno is een gemeente en plaats in het Zwitserse kanton Ticino, en maakt deel uit van het district Lugano.
Bogno telt 124 inwoners.